# Moronobea pulchra
Moronobea pulchra là một loài thực vật có hoa trong họ Bứa. Loài này được Ducke mô tả khoa học đầu tiên năm 1922.